# Tu viện Sedlec
Tu viện Sedlec từng là một tu viện dòng Xitô ở Sedlec, thuộc thành phố Kutná Hora, Cộng hòa Séc. Được thành lập vào năm 1142, tu viện Sedlec được coi là tu viện dòng Xitô đầu tiên ở xứ Bohemia. Với phong cách kiến trúc Baroque nổi bật, tu viện Sedlec đã được UNESCO công nhận là Di sản Thế giới vào năm 1995, cùng với khu vực trung tâm của thành phố Kutná Hora. Ngoài ra, tu viện còn nổi tiếng là nơi chứa nhà nguyện Sedlec Ossuary.

## Lịch sử
Tu viện Sedlec được thành lập vào năm 1142 và là một chi nhánh của tu viện Waldsassen ở Sedlec, đồng thời cũng là tu viện dòng Xitô đầu tiên ở Bohemia. Khu đất được cấp bởi gia tộc Wartenberg, để xây tu viện từng bao phủ trong rừng rậm và đầm lầy. Sau đó, đến thời tu viện trưởng Heinrich Heidenreich thì khu đất này ngày càng phát triển, do có các hoạt động khai thác bạc trong vùng.
Tháng 4 năm 1421, quân Hussite do Jan Žižka lãnh đạo đã phóng hỏa tu viện và giết hại nhiều tu sĩ tại đây. Riêng tòa thư viện bên trong thì đã được chuyển đến tu viện Klosterneuburg ở vùng Hạ Áo. Sau biến cố vào năm 1421, có vài tu sĩ đã quay về với tu viện nhưng tu viện chỉ thực sự được hồi sinh vào năm 1620. Tu viện trở nên lớn mạnh hơn sau chiến tranh Ba Mươi Năm, cũng trong thời kỳ này, tu viện có thêm một vài công trình đồng thời cũng được tôn tạo lại. Đáng tiếc, vào năm 1783, tu viện đã bị giải thể.

## Các công trình
Tu viện ban đầu được xây dựng theo phong cách Romanesque, sau đó lại được tu sửa theo phong cách Gothic từ năm 1280 đến năm 1320. Sau khi bị tàn phá bởi phiến quân Hussite, các công trình của tu viện đã được xây dựng lại vào đầu thế kỷ 18.
Tu viện là nơi thờ phượng Đức Mẹ Maria và Thánh Gioan Tẩy Giả. Nơi đây được xây dựng như một vương cung thánh đường với năm gian giáo đường, từ năm 1280 đến năm 1330. Bị phá hủy vào năm 1421, sau đó tu viện lại được xây sửa lại từ năm 1699 đến năm 1707 theo thiết kế của Paul Ignaz Bayer và Johann Blasius Santini-Aichel. Từ năm 1854 đến năm 1857, tu viện lại được trùng tu một lần nữa để cho giống với diện mạo ban đầu.

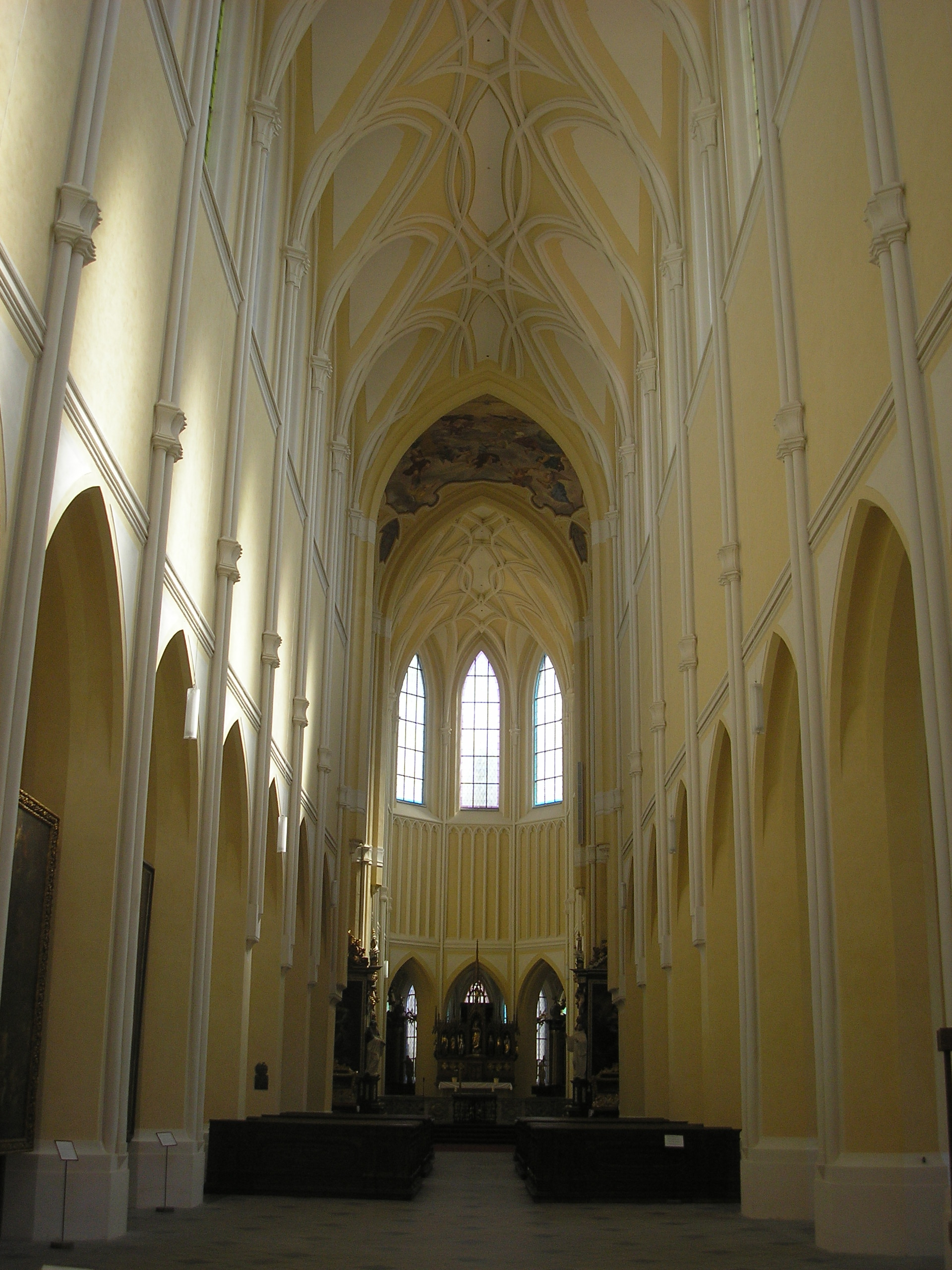
Gian giữa của giáo đường
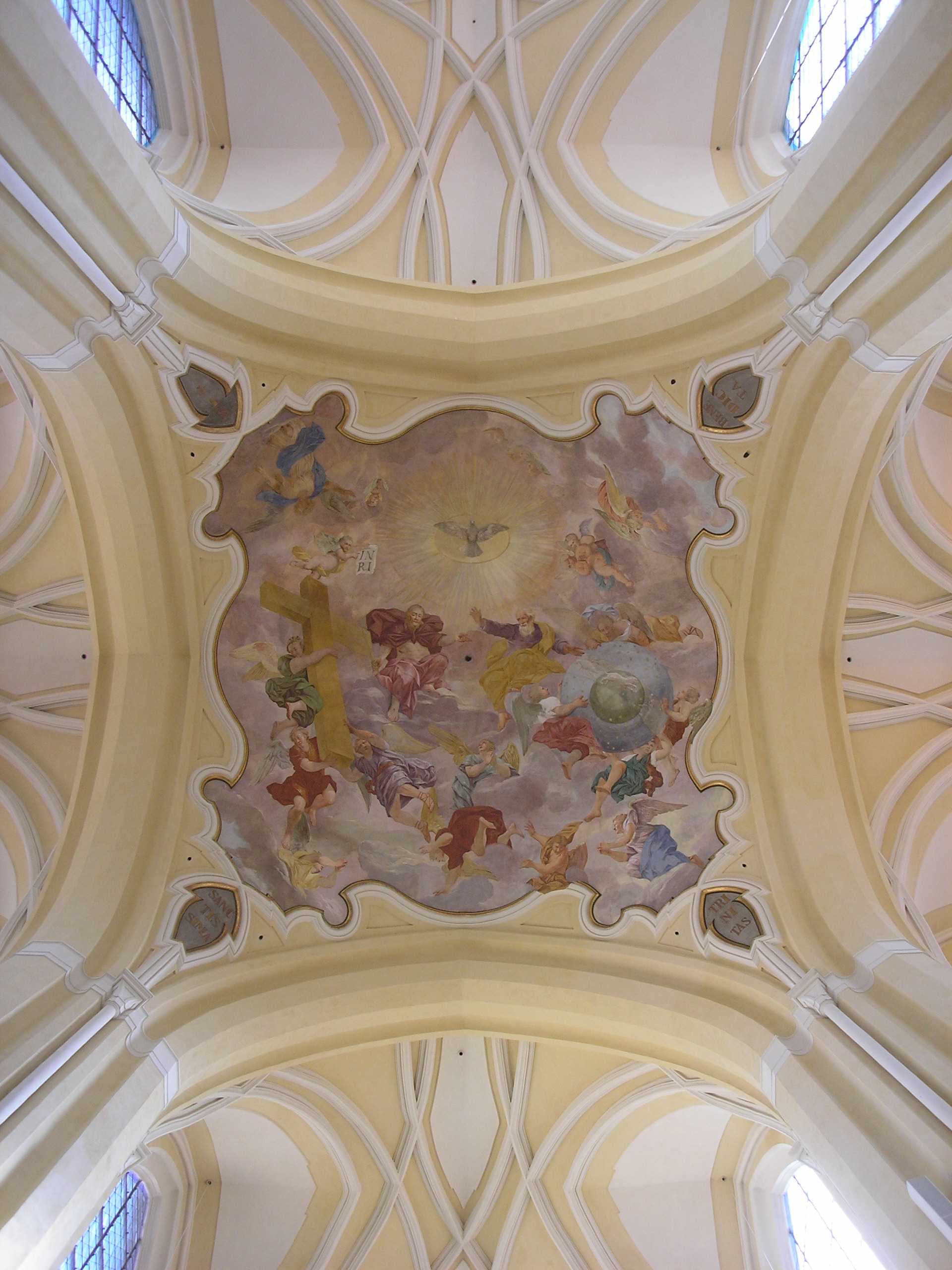
Mái vòm
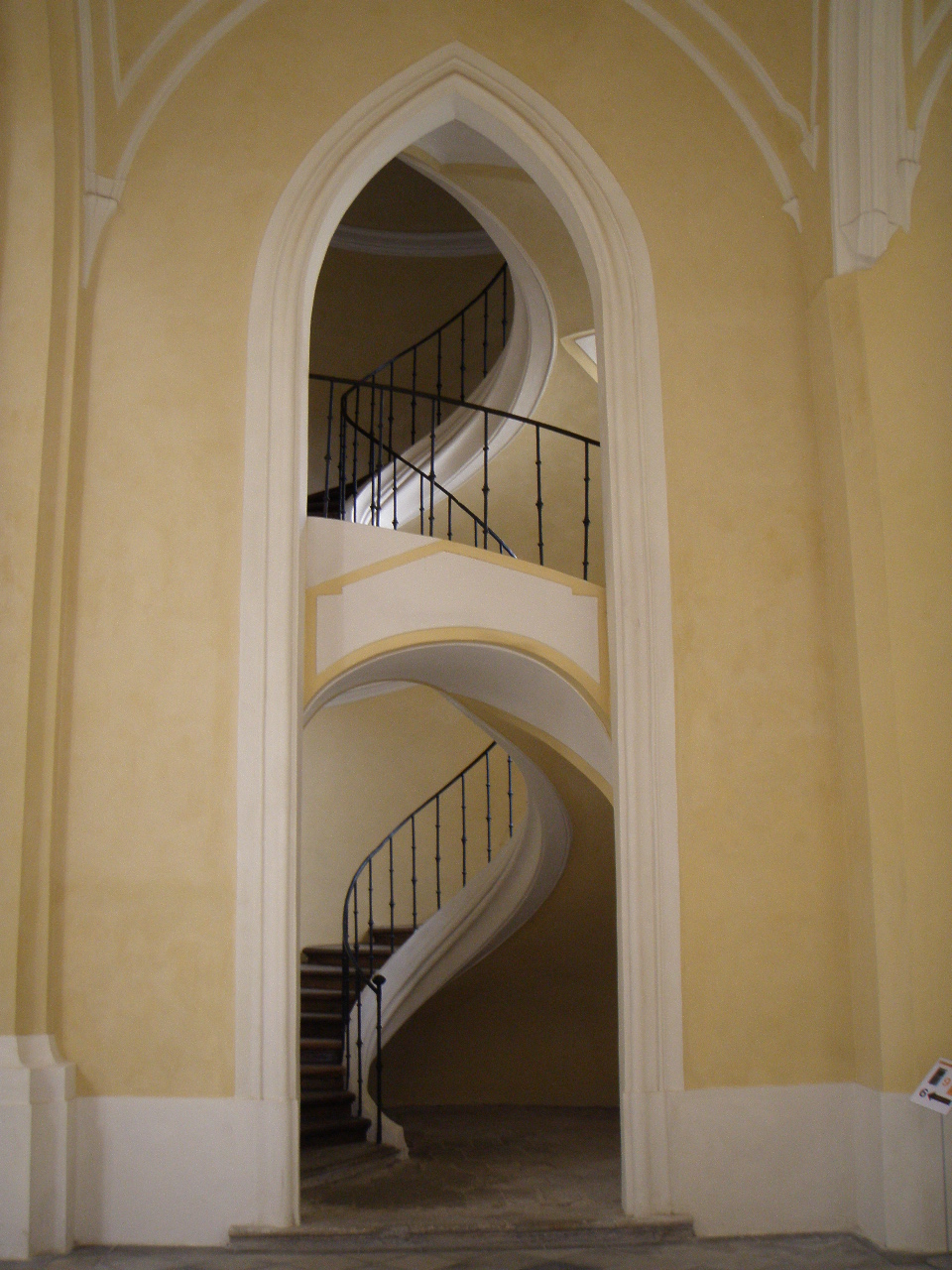
Cầu thang
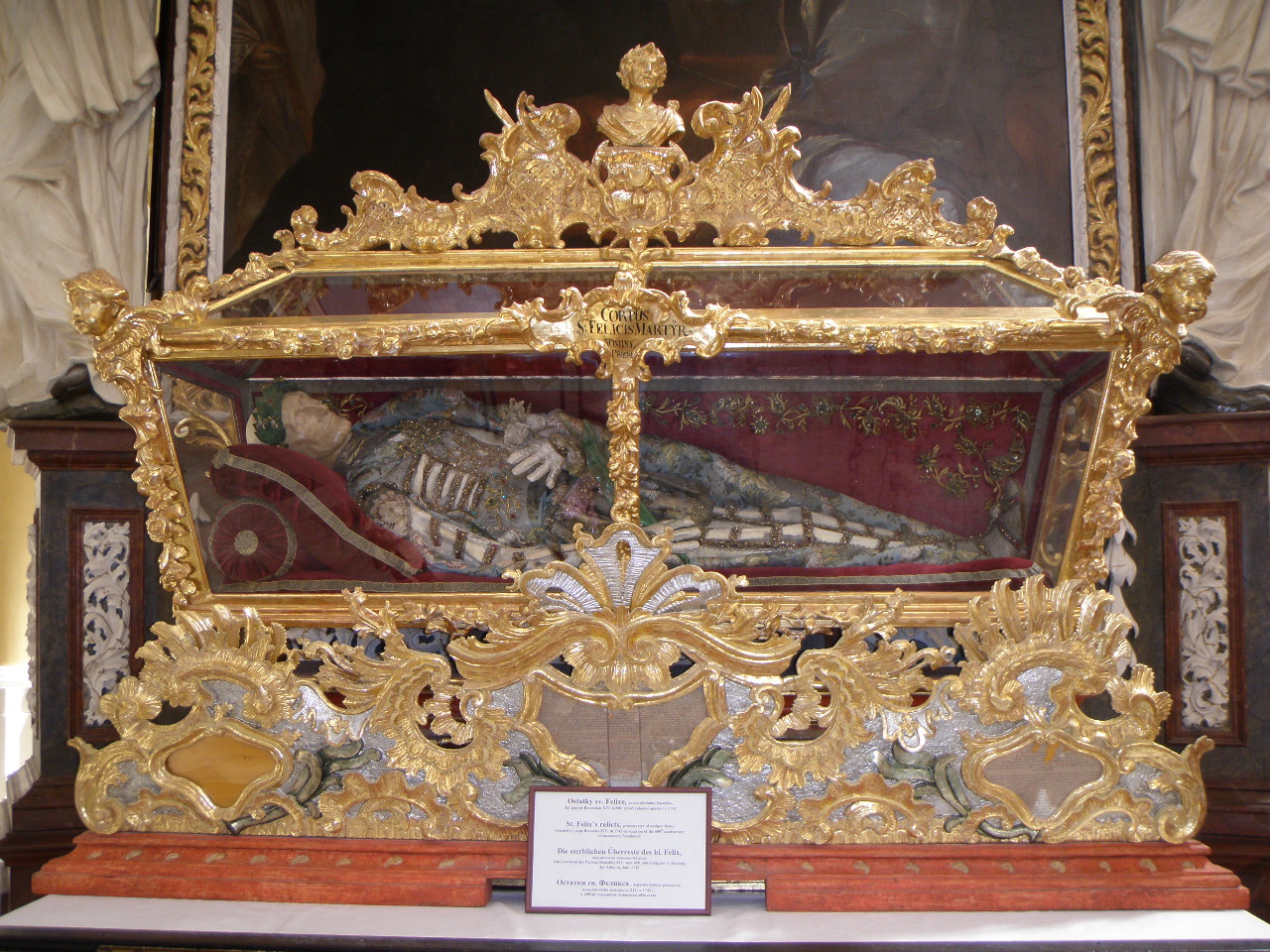
Rương đựng thánh tích của Thánh Felix